# Andrea Commodi
Andrea Commodi, född 1560 i Florens, död 1638, var en italiensk målare. Han var elev till Ludovico Cigoli. En av Commodis elever var Pietro da Cortona.